# Karoline Leavitt

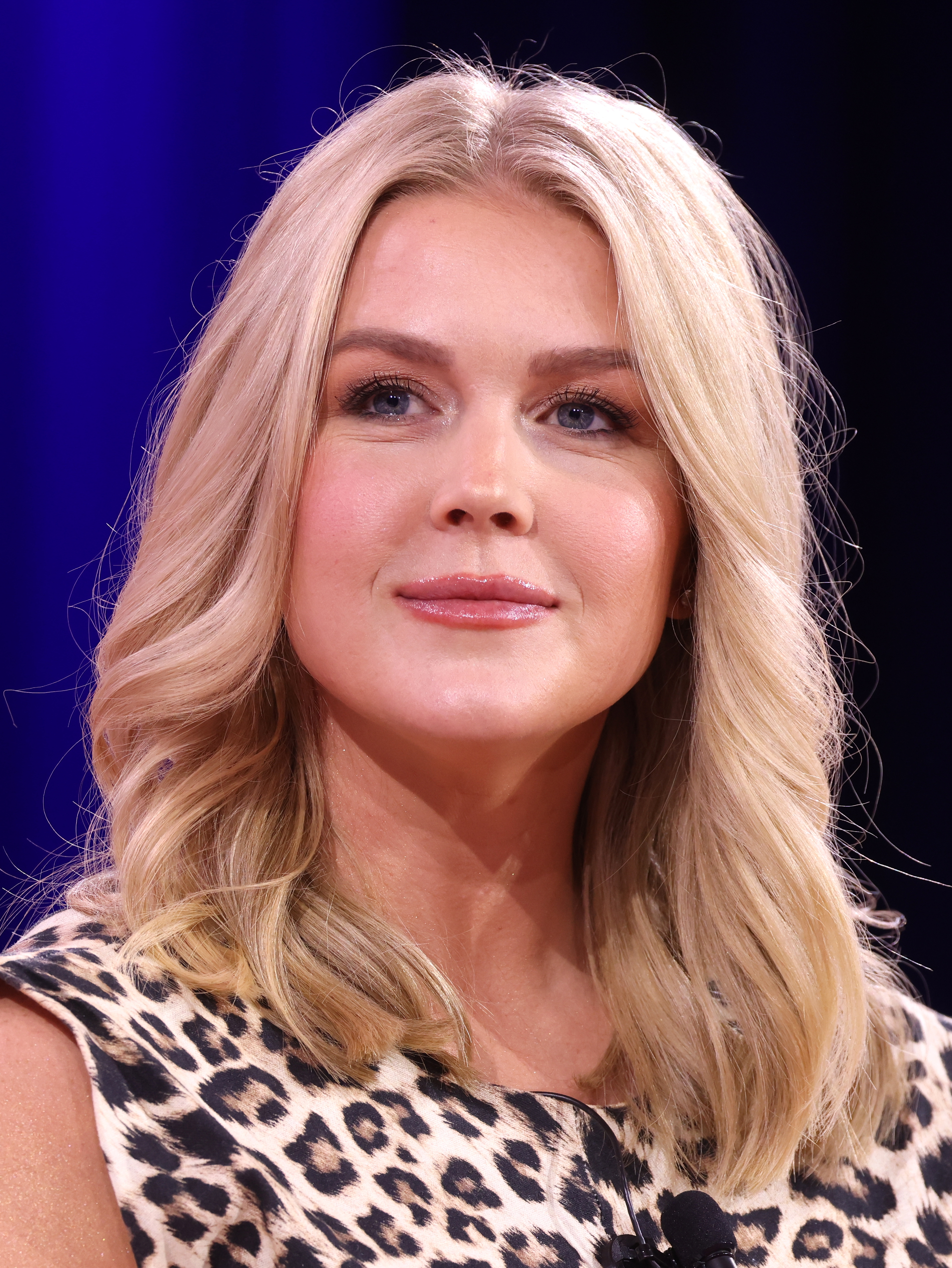
Karoline Leavitt (2025)

Karoline Claire Leavitt (* 24. August 1997 in Atkinson, New Hampshire) ist eine US-amerikanische Politikerin der Republikanischen Partei. Seit Januar 2025 ist sie Pressesprecherin des Weißen Hauses unter Präsident Donald Trump.

## Herkunft
Karoline Leavitt ist in Atkinson, New Hampshire, zur Welt gekommen. In jungen Jahren arbeitete sie an einem Eisstand und in einem Gebrauchtwagenhandel, die ihren Eltern im Rockingham County gehörten. Sie studierte Politik- und Kommunikationswissenschaft am katholischen Saint Anselm College. Leavitt hat zwei Brüder.  Als erste in ihrer Familie erlangte sie einen Hochschulabschluss. Ende 2023 verlobte sie sich mit dem 32 Jahre älteren Immobilienentwickler Nicholas Riccio, heiratete ihn und bekam im Juli 2024 einen Sohn. Leavitt ist römisch-katholischer Konfession.

## Politische Laufbahn
2016 begann sie während ihres Studiums ein Praktikum bei Fox News. Während der ersten Präsidentschaft Donald Trumps war sie von 2017 bis 2021 eine Assistentin des Pressestabes des Weißen Hauses. Sie war dort zuerst Praktikantin; nachdem sie ihr Studium 2019 mit einem Bachelor abgeschlossen hatte, wurde ihr ein Job angeboten. Karoline Leavitt wurde mit 23 Jahren Assistentin der Pressesprecherin des Weißen Hauses Kayleigh McEnany. Nachdem 2020 Joe Biden die Präsidentschaftswahlen gewonnen hatte, begann sie für die republikanische Kongressabgeordnete Elise Stefanik zu arbeiten.

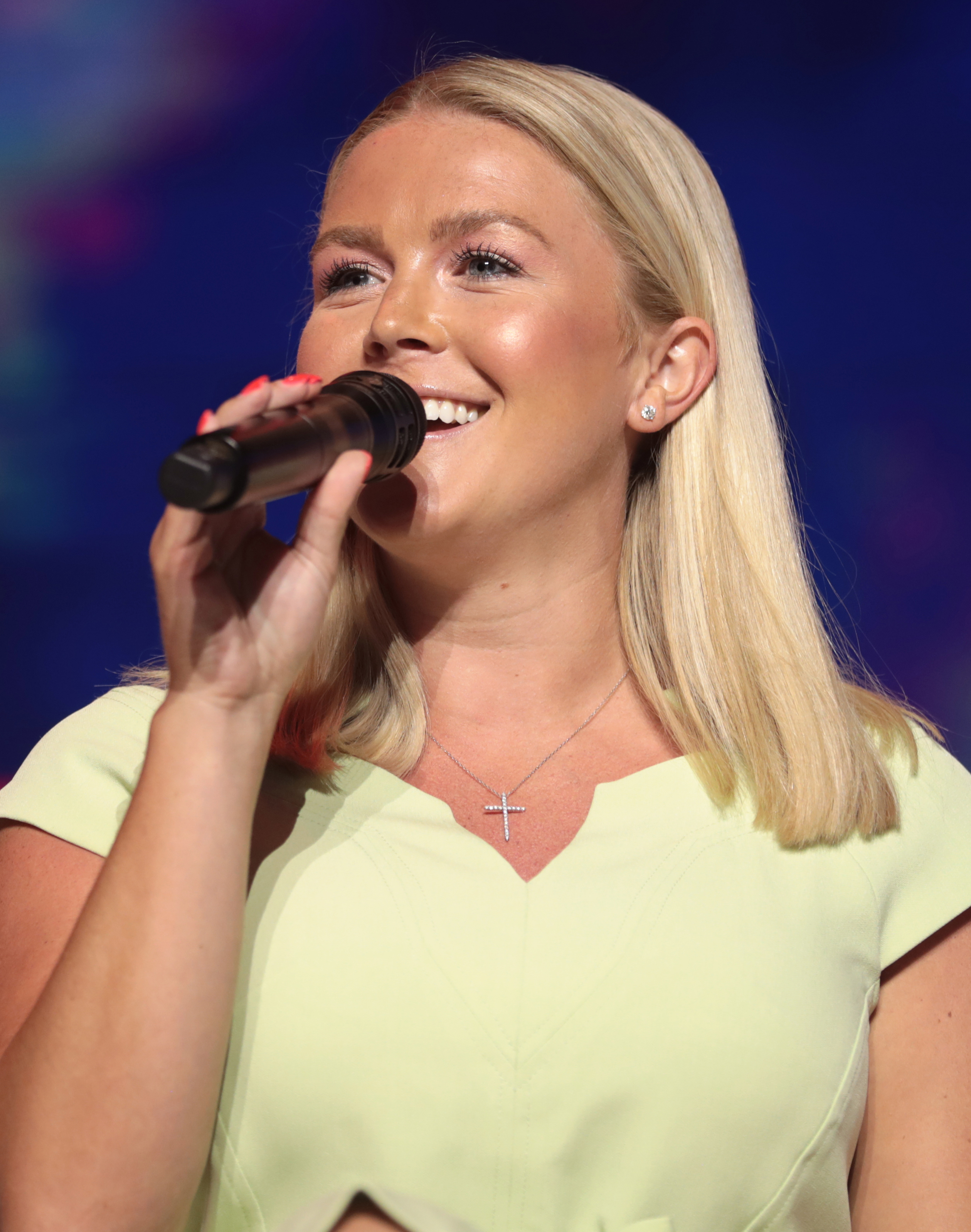
Karoline Leavitt (2022)

Im Jahr 2022 kandidierte Leavitt für das US-Repräsentantenhaus im 1. Kongresswahlbezirk von New Hampshire und gewann die republikanische Nominierung, unterlag jedoch in der General Election dem demokratischen Amtsinhaber Chris Pappas. Während des Präsidentschaftswahlkampfs 2024 von Donald Trump übernahm Leavitt eine führende Rolle in seinem Team. Erst war sie die Sprecherin des republikanischen Super-Pac MAGA, dann seiner Wahlkampfkampagne. Sie vertrat öffentlich die Behauptung, dass Donald Trump die Präsidentschaftswahlen von 2020 gewonnen habe und bezeichnete Mainstream-Medien wie CNN oder NBC als „Fake News“. Im Juni 2024 beendete die CNN-Moderatorin Kasie Hunt ein Live-Interview mit Leavitt vorzeitig, nachdem diese die CNN-Journalisten Jake Tapper und Dana Bash scharf kritisiert hatte.
Im November 2024 ernannte Donald Trump sie offiziell zur zukünftigen Pressesprecherin des Weißen Hauses. Mit Amtsantritt am 20. Januar 2025 wurde sie im Alter von 27 Jahren zur jüngsten Person, die dieses Amt jemals bekleidet hatte. Während ihrer ersten Pressekonferenz kündigte sie an, dass künftig auch unabhängige Journalisten und Influencer eine Akkreditierung beim Weißen Haus beantragen können.